# Pierre Joseph Bonnaterre
Pierre Joseph Bonnaterre (født 1752 i Aveyron, død 20. september 1804 i Saint-Geniez) var en fransk naturhistorisk skribent.
Bonnaterre forfattede som medarbejder ved den store 1788–92 udgivne Encyclopédie méthodique, en række, i videnskabelig henseende ikke særlig betydningsfulde bind, omhandlende fiskenes, krybdyrenes, fuglenes og hvalernes naturhistorie.